# Seru Epenisa Cakobau
Seru Epenisa Cakobau (1815 – 1883) var en fijiansk høvding ("ratu") og krigsherre, som samlede sit lands indbyrdes kæmpende stammer under sit lederskab og regerede som konge af Fiji ("Tui Viti") fra 5. juni 1871 til 10. oktober 1874, hvor han afstod sit land til dronning Victoria af Det Forenede Kongerige.
Cakobau efterfulgte sin far, ratu Tanao Visawaq, som øverste høvding ("vunivalu") over øen Bau 8. december 1852. Idet han hævdede, at Bau havde overhøjhed over resten af Fiji, gjorde han krav på titlen som konge af Fiji. Cakobaus krav blev dog ikke accepteret af de øvrige høvdinge, som højst regnede ham som primus inter pares (først blandt ligemænd) og måske knapt dette. Dette betød, at han startede en langvarig krig (næsten nitten år) med henblik på at samle landet under sin ledelse. I 1865 blev der etableret en Konføderation af Uafhængige Kongedømmer i Viti med Cakobau som formand for generalforsamlingen. To år senere blev konføderationen dog opdelt i Kongedømmet Bau og Kongedømmet Lau med Cakobau som konge for førstnævnte. Med støtte fra tilflyttere lykkedes det omsider for Cakobau at skabe et samlet fijiansk kongedømme i 1871 med Levuka som hovedstad. Han besluttede at oprette et konstitutionelt monarki, og den første lovgivende forsamling blev afholdt i november samme år. Både lovgivende forsamling og kabinet blev domineret af fremmede.
USAs regering havde anerkendt Cakobaus krav på kongemagten over et forenet Fiji længe inden hans krav blev accepteret af de øvrige høvdinge. På lang sigt fik denne dog ikke gavn af anerkendelsen. Den amerikanske regering holdt ham ansvarlig for et brandattentat mod John Brown Williams hjem i 1849 (før Cakobau blev både øverste høvding og konge). William var amerikansk konsul på Nukulau, en ø i området. USA krævede for dette en kompensation på 44.000 dollars, men Cakobau var ude af stand til at betale dette beløb, og da han frygtede en amerikansk invasion og annektering, besluttede han sig for at afstå landet til Storbritannien. Han var også til dels motiveret af håbet om at britisk ledelse ville bringe civilisation og kristendom til Fiji. Cakobau var oprindelig kannibal, men var konverteret til kristendom og havde givet afkald på kannibalisme i 1854. Efter afståelsen af landet beholdt han sin position som Fijis øverste høvding som vunivalu af Bau og levede tilbagetrukket indtil sin død i 1883.
Cakobau er nu om dage et ærefuldt navn på Fiji, idet mange af landets ledende personer har været direkte efterkommere efter Seru Epenisa Cakobau. Hans oldebarn, rato sir George Cakobau blev Fijis første indfødte generalguvernør i perioden 1973-1983. En anden efterkommer, ratu Epeli Nailatikau, er nu formand for Repræsentanternes Hus i Fiji. Ratu sir Kamisese Mara, det moderne Fijis grundlægger, er også efterkommer af Cakobau. Fijis politiske, akademiske og militære elite er præget af velrenommerede Cakobau-efterkommere.